# Jeff Fagundes
Jeferson de Araujo Fagundes, conhecido como Jeff Fagundes (Taguatinga, DF, 1 de março de 1992), é um ator, diretor, dramaturgo e produtor cultural brasileiro. Com uma trajetória marcada pela promoção da cultura afro-brasileira e periférica, Fagundes é presidente do Centro Brasil do International Theatre Institute (ITI) da UNESCO, sendo o membro mais jovem a ocupar essa posição.  Ele é o idealizador do NEAPFest – Festival Internacional de Intercâmbio Teatral do Rio de Janeiro, voltado ao intercâmbio cultural e representação de jovens artistas negros e periféricos.

## Biografia e Carreira
Nascido em Taguatinga, Distrito Federal, Jeff Fagundes iniciou sua carreira no Rio de Janeiro, onde se estabeleceu como ator, diretor e produtor cultural. Sua formação acadêmica em Artes Cênicas ocorreu na Universidade Federal do Estado do Rio de Janeiro (Unirio), onde também concluiu o mestrado, publicando seu livro "A Retomada das Árvores" . Durante seus estudos de pós-graduação, Fagundes dedicou-se a pesquisar a identidade afro-diaspórica e o impacto do teatro na saúde mental da população afro-brasileira, defendendo o uso das artes cênicas como um meio de acolhimento e empoderamento para pessoas que sofrem com traumas decorrentes do racismo estrutural. 
Em 2018, ele fundou o NEAPFest, o primeiro festival de intercâmbio teatral do Rio de Janeiro, voltado para artistas jovens e periféricos. Desde a sua criação, o festival teve três edições, realizadas em 2018, 2020 e 2023, com a participação de artistas de mais de 25 países. O evento já empregou centenas de jovens em oficinas, espetáculos e mesas de discussão, solidificando o NEAPFest como uma plataforma significativa para promover o acesso à cultura e a representatividade no cenário teatral.
Além de seu trabalho com o NEAPFest, Fagundes tem uma carreira prolífica como ator. Em 2024, ele participou da produção teatral O Pagador de Promessas, dirigida por Marcus Alvisi e Diogo Vilela, no Teatro Laura Alvim, em uma produção da Cia FUNARJ de Teatro Repertório, a primeira companhia estatal de teatro do Brasil. Já em 2025, foi confirmada sua participação em duas novas produções: A Boate das Fadas, sob a direção de Gustavo Damasceno, e Constitucional, uma peça que também conta com sua direção dupla, ao lado de Natasha Coberlino.
Ao longo dos anos, Fagundes também atuou em peças aclamadas como Esperança na Revolta (2022), dirigida por André Lemos, e A Voz da Senzala (2021), explorando temas de identidade afro-brasileira e a luta por justiça social. Em 2019, ele apresentou Iroko: Meu Universo, um solo que percorreu países como Colômbia, Zimbábue, Filipinas e Espanha, sendo uma de suas obras mais pessoais e explorando questões de ancestralidade e resistência negra. Em seu repertório audiovisual, Fagundes participou da série Modéstia Parte (2023), dirigida por André da Costa Pinto, onde teve a oportunidade de mostrar sua versatilidade artística.
Como diretor, Jeff Fagundes se destacou em obras como Faltou Ar para Dizer (2023), que aborda a questão da paternidade negra nas periferias brasileiras, e Iroko: Meu Universo (2019-2020), uma produção de grande impacto social, tendo sido apresentada em quatro países. Outras obras importantes de sua direção incluem Corpo Cruzado (2020), La Petit Mort (2019) e Era Passagem das Horas, Agora é Uma Peça (2018).
Além de seu trabalho no teatro, Fagundes é um palestrante ativo em eventos internacionais. Em 2024, ele representou o Brasil na TCG National Conference, realizada em Chicago, onde foi um dos principais oradores da mesa “Southern Exposure: Theatre in the Americas”, na qual discutiu o impacto do NEAPFest e as oportunidades para colaborações artísticas entre jovens talentos das Américas. Também em 2024, Fagundes participou do Silk Road Traditional Performing Arts Festival em Xangai, China, um dos principais festivais culturais do país .

## Títulos e Posições
Jeff Fagundes é, desde 2023, o presidente do Centro Brasil do International Theatre Institute (ITI)/UNESCO e foi eleito para o Conselho Executivo da organização, representando o Brasil em encontros e congressos de teatro internacional. Ele também atua como Embaixador Cultural do Museu de Herança Pan-Africana do Gana para a América Latina e como representante do Brasil no South South Cooperation Council.
Com uma carreira voltada à inclusão social, Jeff Fagundes segue como uma figura de destaque no teatro brasileiro e internacional, utilizando a arte como meio de transformação social e cultural. Sua trajetória como ator, diretor e líder cultural reflete um compromisso com a diversidade e com o fortalecimento das vozes periféricas e afro-brasileiras nas artes cênicas.
Fagundes foi nomeado Conselheiro executivo do International Theatre Institute/Unesco.[carece de fontes?]

## Filmografia

### Ator
Fagundes trabalhou em várias produções teatrais e audiovisuais ao longo de sua carreira. Entre os principais papéis como ator estão:
| Ano       | Obra                                            | Diretor                           | Personagem        | Tipo        |
| --------- | ----------------------------------------------- | --------------------------------- | ----------------- | ----------- |
| 2025      | A Boate das Fadas                               | Gustavo Damasceno                 | A Confirmar       | Teatro      |
| 2025      | Constitucional                                  | Natasha Coberlino e Jeff Fagundes | Barreto           | Teatro      |
| 2024      | O Pagador de Promessas                          | Marcus Alvisi                     | Dedé Cospe Rima   | Teatro      |
| 2023      | Modéstia Parte                                  | André da Costa Pinto              | Sara              | Audiovisual |
| 2022      | Esperança na Revolta                            | André Lemos                       | Aguiar            | Teatro      |
| 2021      | A Voz da Senzala                                | André Lemos                       | Cafuso            | Teatro      |
| 2021      | Híbrido                                         | André Lemos                       | Prince            | Audiovisual |
| 2021      | Web Velório                                     | Camila Mesquita e Thiago Franzé   | Jeff              | Audiovisual |
| 2020      | Lagarto                                         | Lui Nacif                         | Menino            | Audiovisual |
| 2020      | Descartável                                     | Lui Nacif                         | Calango           | Audiovisual |
| 2019-2022 | Iroko: Meu Universo                             | Ricardo Rocha e Jeff Fagundes     | Iroko             | Teatro      |
| 2019      | A Sociedade Secreta do Palhaço Sagrado Sucupira | Zeca Ligiero                      | Palhaço           | Teatro      |
| 2019      | Barrela                                         | Andrea Terra                      | Baiano            | Teatro      |
| 2018      | Violência Gráfica                               | Julio Angelo                      | Basquiat          | Teatro      |
| 2017      | Através da Porta                                | Carol Caldas                      | Performer         | Teatro      |
| 2015      | Dois Perdidos numa Noite Suja                   | Cico Caseira                      | Tonho             | Teatro      |
| 2014      | O Mercador de Veneza                            | Rachel Mourão                     | Baltasar          | Teatro      |
| 2014      | Eleutheria                                      | Edney Paiva                       | Doutor Piouk      | Teatro      |
| 2013      | O que Vem Depois                                | Bruno Gonçalves                   | Cesár             | Audiovisual |
| 2012      | O Mambembe                                      | André Amaro                       | Lopes e Malaquias | Teatro      |
| 2011      | Sertões: Malva Rosa                             | Fernando Santana                  | Narrador          | Teatro      |
| 2011      | O Virundum                                      | Nayara Guercio                    | Trabalhador       | Teatro      |
| 2010      | Os Sete Gatinhos                                | Fernando Santana                  | primo Alipio      | Teatro      |

### Diretor
Como diretor, Fagundes trabalhou em diversas produções culturais de grande impacto.
| Ano       | Obra                                          |
| --------- | --------------------------------------------- |
| 2023      | Faltou Ar para Dizer                          |
| 2020      | Corpo Cruzado                                 |
| 2019-2020 | Iroko: Meu Universo                           |
| 2019      | La Petit Mort                                 |
| 2018      | Era Passagem das Horas, Agora é Tipo Uma Peça |

## Participação em Festivais

### Festivais e Congressos
Jeff Fagundes representou a cultura brasileira e afro-brasileira em diversos festivais e congressos internacionais ao longo de sua carreira. 
| Ano  | Festival / Congresso                                     | Local                                    |
| ---- | -------------------------------------------------------- | ---------------------------------------- |
| 2024 | Silk Road Traditional Performing Arts Festival           | Xangai, China                            |
| 2024 | Da Liangsang Festival                                    | Xichang, China                           |
| 2024 | Festival das Artes Vivas - FIAV                          | Bogotá, Colômbia                         |
| 2024 | TCG National Conference                                  | Chicago, EUA                             |
| 2024 | 37º ITI World Congress                                   | Antuérpia e Den Bosch, Bélgica e Holanda |
| 2023 | 36º ITI World Congress                                   | Fujairah, Emirados Árabes Unidos         |
| 2023 | Festival de Curitiba                                     | Curitiba, Brasil                         |
| 2022 | SDG Earthsavers                                          | Filipinas                                |
| 2019 | Mitambo International Festival                           | Harare, Zimbábue                         |
| 2019 | FestiCaribe                                              | Santa Marta, Colômbia                    |
| 2019 | Enitibar                                                 | Barranquilla, Colômbia                   |
| 2019 | Satyrianas                                               | São Paulo, Brasil                        |
| 2019 | Festival do Rio                                          | Rio de Janeiro, Brasil                   |
| 2019 | Indicação a Melhor Diretor no Festival Tápias            | Rio de Janeiro, Brasil                   |
| 2018 | NEAPFEST - Festival Internacional de Intercâmbio Teatral | Rio de Janeiro, Brasil                   |
| 2017 | Festival Integrado de Teatro da UNIRIO                   | Rio de Janeiro, Brasil                   |
| 2017 | 35º ITI World Congress                                   | Segóvia, Espanha                         |
| 2017 | Fringe                                                   | Curitiba, Brasil                         |
| 2015 | Indicação a Melhor Ator no Festival Arlequim de Teatro   | Rio de Janeiro, Brasil                   |

## Prémios e reconhecimento
Fagundes foi reconhecido por suas contribuições à cultura e à inclusão social:
| Ano  | Prêmio                    | Categoria                                                               | Resultado |
| ---- | ------------------------- | ----------------------------------------------------------------------- | --------- |
| 2023 | Prêmio Rubens Barbot      | Idealizador                                                             |           |
| 2023 | Prêmio Luiza Mahin        | Contribuição aos teatros negros no RJ                                   |           |
| 2022 | Moção de Aplauso          | Câmara dos Vereadores do Rio de Janeiro junto a Confraria do Impossível |           |
| 2019 | Prêmio Tápias             | Melhor Diretor                                                          | Indicado  |
| 2017 | Prêmio Arlequim de Teatro | Melhor Ator                                                             | Indicado  |